# Distretto di Farafangana
Il distretto di Farafangana è un distretto del Madagascar situato nella regione di Atsimo-Atsinanana. Ha per capoluogo la città di Farafangana.
La popolazione del distretto è di 323 906 abitanti (censimento 2011).